# Pseudopimpla carinata
Pseudopimpla carinata là một loài tò vò trong họ Ichneumonidae.